# Černčice (district de Náchod)
Pour les articles homonymes, voir Černčice.
Černčice (en allemand : Tscherntschitz) est une commune du district de Náchod, dans la région de Hradec Králové, en République tchèque. Sa population s'élevait à 482 habitants en 2022.

## Géographie
Černčice se trouve à 4 km à l'ouest-sud-ouest de Nové Město nad Metují, à 10 km au sud-sud-ouest de Náchod, à 25 km au nord-est de Hradec Králové et à 123 km à l'est-nord-est de Prague.
La commune est limitée par Nahořany au nord, par Nové Město nad Metují et Vršovka, par Bohuslavice au sud, et par Slavětín nad Metují à l'ouest.

## Histoire
La première mention écrite de la localité date de 1318.

## Galerie

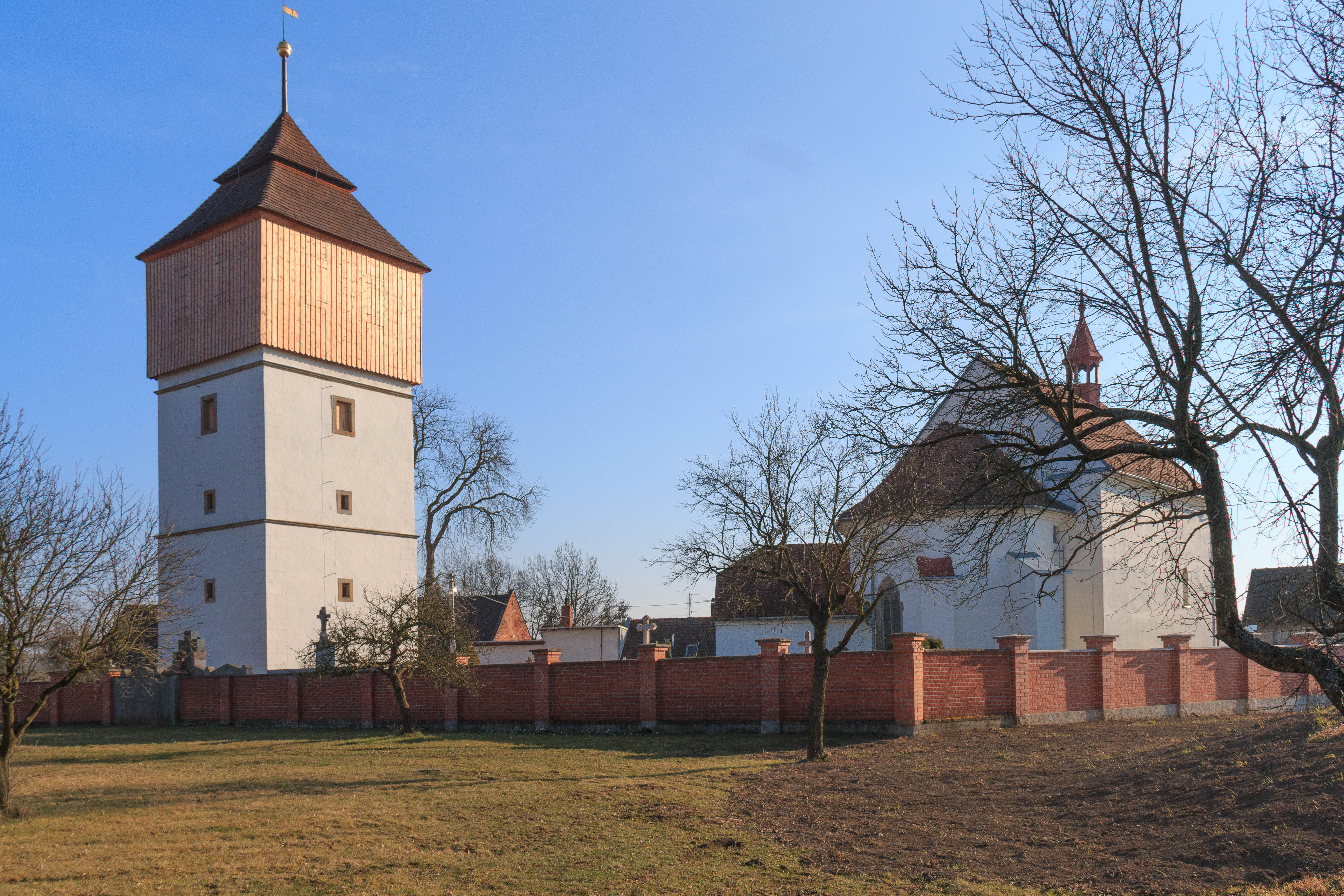
Église Saint-Jacques-le-Majeur.
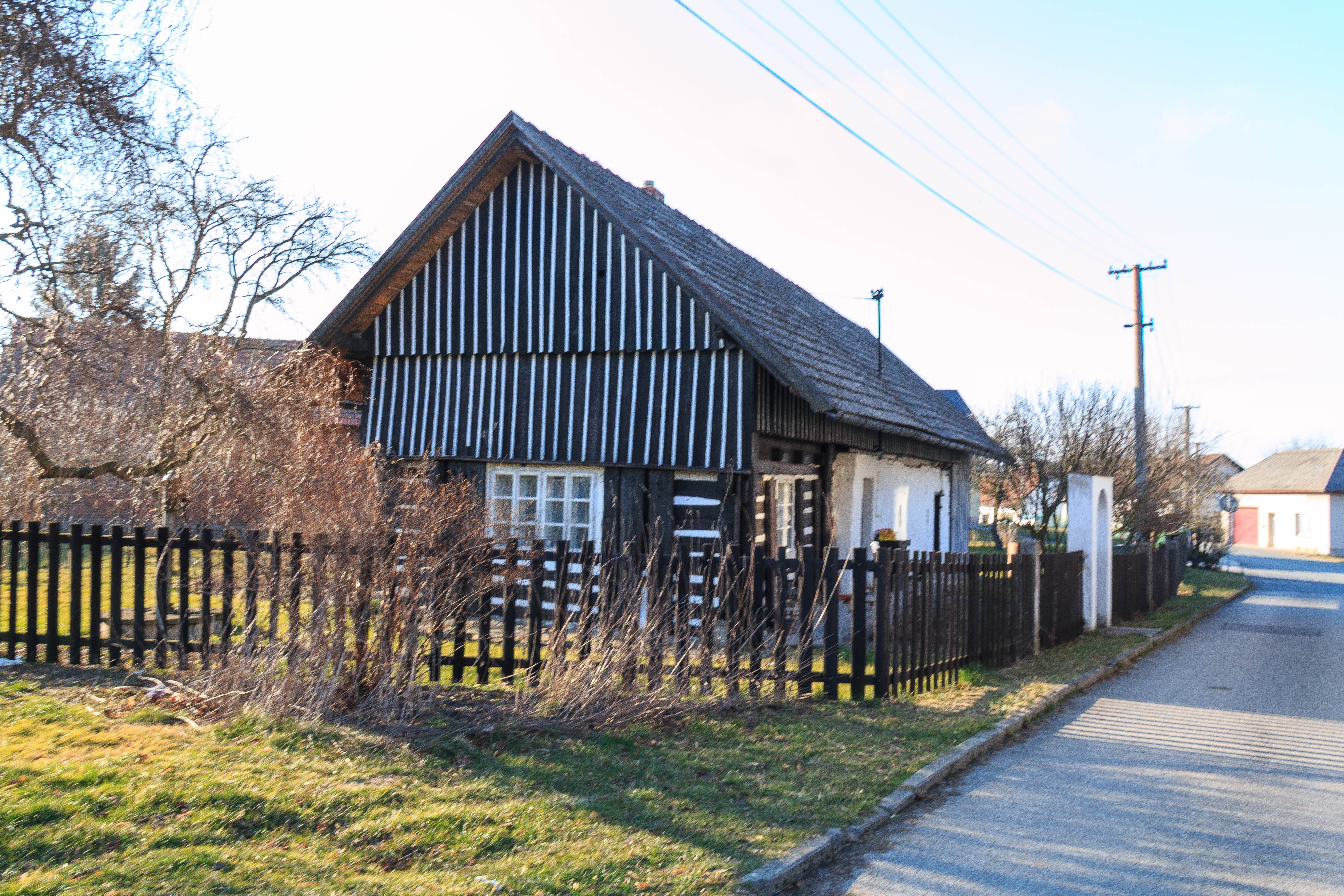
Maison à colombages.

## Transports
Par la route, Černčice se trouve à 13 km de Náchod, à 27 km de Hradec Králové et à 146 km de Prague. 